# Cours supérieurs de formation des scénaristes et réalisateurs
 (septembre 2024).
Si vous disposez d'ouvrages ou d'articles de référence ou si vous connaissez des sites web de qualité traitant du thème abordé ici, merci de compléter l'article en donnant les références utiles à sa vérifiabilité et en les liant à la section « Notes et références ».
Les cours supérieurs des scénaristes et réalisateurs (Высшие курсы сценаристов и режиссёров) (ВКСР ; VKSR) — constituent une école non étatique d'enseignement supérieur de Moscou dont la vocation est de former des professionnels dans le domaine de la réalisation cinématographique, de la production de films et de l'écriture de scénarios.

## Histoire
Cette école est la plus ancienne de Russie et forme en deux ans des professionnels spécialisés dans la production, la réalisation et la dramaturgie du cinéma russe. Les cours ont été fondés en juin 1956 dans les studios de Mosfilm selon un décret du ministère de la culture de l'URSS à l'initiative du cinéaste Ivan Pyriev. Ils ont ouvert le 25 mai 1960 sous le nom de cours supérieurs de scénario et ont reçu leur nom actuel le 4 septembre 1995.

## Facultés
- Faculté de réalisation[1]
- Faculté de scénario[1]
- Faculté de production[1]

## Directeurs
- 1960-1972 : Mikhaïl Makliarski
- 1972-1990 : Irina Kokoreva
- 1990-2001 : Lioudmila Goloubkina
- 2001-2010 : Andreï Guerassimov
- depuis 2010 : V. I. Soumenova

## Anciens élèves
- Alès Adamovitch
- Alexeï Balabanov
- Andreï Bitov
- Lidia Bobrova
- Gueorgui Danielia
- Sergueï Dvortsevoï
- Ivan Dykhovitchny
- Constantin Erchov
- Revaz Gabriadze
- Friedrich Gorenstein
- Roustam Ibrahimbekov
- Alexandre Kaïdanovski
- Vladimir Khotinenko
- Viktor Kossakovski
- Gueorgui Kropatchev
- Vassili Livanov
- Constantin Lopouchanski
- Pavel Lounguine
- Vladimir Makanine
- Mikhaïl Mestetski
- Boris Mojaïev
- Tolomouch Okeïev
- Eldor Ourazbaïev
- Sergueï Oursouliak
- Anton Outkine
- Gleb Panfilov
- Alexandre Petrov
- Andreï Prochkine
- Alexeï Sidorov
- Alla Sourikova

## Source de la traduction
- (ru) Cet article est partiellement ou en totalité issu de l’article de Wikipédia en russe intitulé « Высшие курсы сценаристов и режиссёров » (voir la liste des auteurs).